# Merycoidodontoidea
Merycoidodontoidea — це вимерла надродина доісторичних парнокопитних, що жують жуйку, з короткими обличчями та іклоподібними зубами. Як випливає з їх назви, деякі з більш відомих форм були, як правило, свиноподібними і група традиційно поміщалася в Suina, хоча деякі нещодавні дослідження припускають, що вони, можливо, були більш тісно пов’язані з верблюдами. «Ореодонт» означає «гірські зуби», маючи на увазі зовнішній вигляд молярів. Більшість ореодонтів були розміром з вівцю, хоча деякі роди виросли до розміру великої рогатої худоби. Вони були важкої статури, з короткими чотирипалими копитами і порівняно довгими хвостами.
Тварини виглядали б швидше як свині чи вівці, але особливості їхніх зубів вказують на те, що вони були ближче до верблюдових. Вони були широко поширені в Північній Америці в олігоцені та міоцені. Пізніші форми урізноманітнилися, щоб відповідати різноманітним середовищам існування. Наприклад, у Promerycochoerus були пристосування, що свідчать про напівамфібійний спосіб життя, схожий на спосіб життя сучасних бегемотів.